# MC Eiht
Аарон Тайлер (нар. 22 травня 1971, Комптон, Каліфорнія, США), більш відомий під псевдонімом MC Eiht — американський репер. Лідер хіп-хоп гурту Compton's Most Wanted.
Він узяв псевдонім MC Eiht, тому що його називали так друзі та знайомі з банди Tragniew Park Compton Crips, другом одного з ватажків якої він був.
MC Eiht відомий роллю одного з головних героїв відеогри Grand Theft Auto: San Andreas, персонажа на ім'я Райдер. Відомість як музиканту йому принесли випущені в 1990-х роках пісні, такі як «All For The Money», «Playaz Make The Hood Go Round», «Hit The Floor», Automatic", «Thicker Then Water», «Straight Up Menace» і «Mad City».
Також він зробив успішну кар'єру актора, знявшись у таких успішних фільмах як «Загроза суспільству», «Thicker Than Water», «Reasons» та «Who's Made The Potato Salad», і продюсера, спродюсувавши такі хіти як «Candy (Drippin' Like Water)» від Snoop Dogg, Fat Joe та інших.

## Дискографія

### Студійні альбоми
- We Come Strapped (1994)
- Death Threatz (1996)
- Last Man Standing (1997)
- Section 8 (1999)
- N' My Neighborhood (2000)
- Tha8t'z Gangsta (2001)
- Hood Arrest (2003)
- Veterans Day (2004)
- Affiliated (2006)
- Which Way Iz West (2017)
- Official (2020)
- Lessons (2020)
- Revolution of Progress (2021)

### Спільні альбоми
- The Pioneers з Spice 1 (2004)
- The New Season з Brotha Lynch Hung (2006)
- Keep It Gangsta з Spice 1 (2006)

### Мікстейпи
- Section 8 (1999)
- Underground Hero (2002)
- Hood Arrests (2003)
- Affiliated (2006)
- MC Eiht & Brenk Sinatra/Compton 2 Vienna Vol. 1 (2015)

### Компіляції
- Representin' (2007)
- Most Gangsta Mixes 1992—2012 (2012)